# Serradifalco (stacja kolejowa)
Serradifalco (wł. Stazione di Serradifalco) – stacja kolejowa w Serradifalco, w prowincji Caltanissetta, w regionie Sycylia, we Włoszech. Stacja znajduje się na linii Caltanissetta Xirbi – Agrigento.
Według klasyfikacji RFI ma kategorię brązową.

## Linie kolejowe
- Linia Caltanissetta Xirbi – Agrigento